# Hastighetsåkning på skridskor vid olympiska vinterspelen 1956
Hastighetsåkning på skridskor vid olympiska vinterspelen 1956 i Cortina d'Ampezzo, Italien.

## Medaljsummering
| Gren                     | Guld                                                         | Guld         | Silver                     | Silver  | Brons                          | Brons   |
| 500 meter Detaljer...    | Jevgenij Grisjin Sovjetunionen                               | 40,2 (WR)    | Rafael Gratj Sovjetunionen | 40,8    | Alv Gjestvang Norge            | 41,0    |
| 1 500 meter Detaljer...  | Jevgenij Grisjin Sovjetunionen Jurij Michajlov Sovjetunionen | 2:08,6 (WR)  |                            |         | Toivo Salonen Finland          | 2:09,4  |
| 5000 meter Detaljer...   | Boris Sjilkov Sovjetunionen                                  | 7:48,7 (OR)  | Sigge Ericsson Sverige     | 7:56,7  | Oleg Gontjarenko Sovjetunionen | 7:57,5  |
| 10 000 meter Detaljer... | Sigge Ericsson Sverige                                       | 16:35,9 (OR) | Knut Johannesen Norge      | 16:36,9 | Oleg Gontjarenko Sovjetunionen | 16:42,3 |

## Medaljfördelning
| Pl.    | Nation        | Guld | Silver | Brons | Totalt |
| ------ | ------------- | ---- | ------ | ----- | ------ |
| 1      | Sovjetunionen | 4    | 1      | 2     | 7      |
| 2      | Sverige       | 1    | 1      | 0     | 2      |
| 3      | Norge         | 0    | 1      | 1     | 2      |
| 4      | Finland       | 0    | 0      | 1     | 1      |
|        |               |      |        |       |        |
| Totalt | Totalt        | 5    | 3      | 4     | 12     |